# Divnînske, Prîazovske
Divnînske (în ucraineană Дівнинське) este o comună în raionul Prîazovske, regiunea Zaporijjea, Ucraina, formată numai din satul de reședință.

## Demografie
Componența lingvistică a comunei Divnînske
     Rusă (77,99%)
     Ucraineană (14,52%)
     Alte limbi (0,6%)
Conform recensământului din 2001, majoritatea populației comunei Divnînske era vorbitoare de rusă (77,99%), existând în minoritate și vorbitori de ucraineană (14,52%).